# 윤영아 (가수)
윤영아(1972년 11월 13일 ~ )는 대한민국의 가수, 뮤지컬 배우이다.

## 소개

### 바이오그라피
윤영아는 1990년, 제3회 KBS 청소년 창작가요제에서 대상을 수상해 가요계에 데뷔하였으며, 이후 1991년 히트곡 '미니 데이트'를 발표해 뛰어난 가창력과 세련된 퍼포먼스로 세간의 이목을 끌었다.
1993년 이후 가수를 비롯, 뮤지컬 배우ㆍ트로트 가수ㆍ레크리에이션 강사 등 다양한 활동을 해 왔으며 2020년 11월 JTBC 싱어게인에 50호 가수로 출연해 '13년'만에 가요계에 복귀했다.

## 학력
- 명지여자고등학교 졸업
- 서울예술대학 실용음악과 졸업(1993년)
- 단국대학교 대학원 대중음악과

## 앨범

### 정규 앨범
- 1991년 1집 《FIRST》 미니데이트
- 1993년 2집 《OUT DOOR》 고백
- 1995년 3집 《A SEXY GLANCE》 춤추는 그라스

### 싱글 & 리믹스 앨범
- 1992년 《미니데이트 REMIX》 미니데이트 RAP REMIX
- 2007년 《FIRST SINGLE》 빨리와, 오빠(오빠 사랑해)
- 2021년 《MINIDATE 2021》 미니데이트 2021
- 2021년 《Baby Baby》 Baby Baby
- 2021년 《살아간다》 살아간다

### 참여 앨범
- 1990년 KBS 《제3회 청소년 창작가요제》 오선지에 그리는 슬픔
- 2020년 JTBC 《싱어게인 : 무명가수전 - Episode 5》 어머님이 누구니 (with 37호 가수)

### 뮤지컬
- 1993년 뮤지컬 '동숭동 연가' - 하영 役 (문예회관 대극장)
- 1994년 4.19 기념 뮤지컬 '4월 하늘 어디에' - 성희 役(예술의 전당)
- 2011년 뮤지컬 '드림헤어' - 애슐리 매니저 役 (세종문화회관 대극장)
- 2011년 헤어쇼 'GREEN REVOLUTION'- 여왕 役
- 2011년 헤어쇼 '마리 앙투아네트' - 마리 앙투아네트 役 (현대백화점)
- 2012년 2012한국미용페스티벌 중 '독도는 우리 땅' - 무궁화꽃 役 (aT센터)

## 방송 활동
- 1991년~1993년 KBS '토요대행진'
- 1992년 MBC '특종 TV 연예'
- 1992년 SBS '쇼 서울 서울'
- 1992년 MBC '우정의 무대'
- 1992년 KBS '가요톱10'
- 1992년 MBC '토요일 토요일은 즐거워'
- 1993년~1995년, 2021년 KBS '열린음악회'
- 1995년 엠넷 'STUDIO 2000'
- 2006년 한국케이블TV드림씨티방송 '지금은 PR시대'
- 2006년 한국케이블TV드림씨티방송 '노래교실'
- 2006년 강원MBC 리포터 활동
- 2007년 고뉴스TV 인터뷰
- 2008년 KBS '아침마당'
- 2008년 ABN 아름방송 '생방송 3시의 다이얼' MC
- 2008년 TBC '전국TOP10 가요쇼'
- 2008년 서라벌티비 '라이브토크쇼'
- 2020년~2021년 JTBC '싱어게인' 50호 가수
- 2021년 MBC '오늘아침'
- 2021년 디스커버리채널 '고스타버스타'
- 2021년 JTBC '친절한 진료실'

## 행사
- 1993년 광주 MBC 콘서트
- 1993년 재즈의 밤 고정출연 & MC (롯데월드)
- 2005년 자선공연 콘서트 (삼성무역센터 코엑스 유밀레공화국)
- 2013년 오송 뷰티엑스포 개막식, 폐막식 공연 '여왕의 노래' (KBS1TV 생중계)
- 2013년 어울림누리 콘서트 (고양시 청소년 보컬 트레이닝 및 연출)
- 2013년 킨텍스 뷰티박람회 / 갈라쇼
- 2013년 바이올리니스트 유진박 & 엔젤스 콘서트 (예술의 전당)
- 2013년 한국 기독교총연합회 한국 기독교의 밤 (63빌딩 컨벤션센터)
- 2013년 수원시 축제
- 2013년 예선시 활축제
- 2013년 2016 헤어월드 올림픽 발대식
- 2013년 국제 요트경기 대회 폐막식
- 2013년 드림싱어 강좌 (천안홈타령 박물관)
- 2013년 파랑새 노래교실 강좌 (일산인권포럼 일산장애인생활센터)